# Ostseepokal (Handball) 1986
Der Ostseepokal 1986 war die 14. Austragung des internationalen Handballturniers für Nationalmannschaften.
Die DDR gewann zum achten Mal den Titel. Den zweiten Platz belegte die Sowjetunion vor Gastgeber Dänemark.

## Modus und Spielplan
In dieser Austragung spielten sechs Mannschaften im Modus „Jeder gegen Jeden“.

### Wertungskriterien
1. höhere Anzahl Punkte;
2. bessere Tordifferenz;
3. höhere Anzahl erzielter Tore;
4. das Los.

### Abschlusstabelle
| Pl. | Land        | Sp. | S | U | N | Tore      | Diff. | Punkte |
| --- | ----------- | --- | - | - | - | --------- | ----- | ------ |
| 1.  | DDR         | 5   | 3 | 2 | 0 | 0128:1110 | +17   | 08:20  |
| 2.  | Sowjetunion | 5   | 3 | 1 | 1 | 0129:1030 | +26   | 07:30  |
| 3.  | Dänemark A  | 5   | 2 | 1 | 2 | 0111:1060 | +5    | 05:50  |
| 4.  | Island      | 5   | 2 | 0 | 3 | 097:1120  | −15   | 04:60  |
| 5.  | Dänemark B  | 5   | 2 | 0 | 3 | 093:1090  | −16   | 04:60  |
| 6.  | Polen       | 5   | 1 | 0 | 4 | 0111:1280 | −17   | 02:80  |

### Spiele

#### 1. Spieltag
| 14. Januar 1986 19:30 Uhr | Island                | 20:17  | Dänemark A             | Århus Stadionhal, Aarhus Zuschauer: 2.200 |
| 14. Januar 1986 19:30 Uhr | meiste Tore: Arason 8 | (10:8) | meiste Tore: Nielsen 8 | Århus Stadionhal, Aarhus Zuschauer: 2.200 |
| 14. Januar 1986 19:30 Uhr |                       |        |                        | Århus Stadionhal, Aarhus Zuschauer: 2.200 |

| 14. Januar 1986 | Sowjetunion           | 25:18  | Dänemark B | Ikast |
| 14. Januar 1986 | meiste Tore: Gagin 10 | (11:9) |            | Ikast |
| 14. Januar 1986 |                       |        |            | Ikast |

| 14. Januar 1986 19:30 Uhr | DDR                     | 28:23   | Polen                     | Svendborg Zuschauer: 550 Schiedsrichter: O. Christensen, K. Christensen |
| 14. Januar 1986 19:30 Uhr | meiste Tore: Wiegert 10 | (13:10) | meiste Tore: Tłuczyński 7 | Svendborg Zuschauer: 550 Schiedsrichter: O. Christensen, K. Christensen |
| 14. Januar 1986 19:30 Uhr | Strafen: 7×             |         | Strafen: 3×               | Svendborg Zuschauer: 550 Schiedsrichter: O. Christensen, K. Christensen |

#### 2. Spieltag
| 15. Januar 1986 19:30 Uhr | Dänemark A                         | 24:22  | Sowjetunion                       | Odense Idrætshal, Odense Zuschauer: 2.800 |
| 15. Januar 1986 19:30 Uhr | meiste Tore: Fenger, Jacobsen je 4 | (13:9) | meiste Tore: Sokil, Valuckas je 5 | Odense Idrætshal, Odense Zuschauer: 2.800 |
| 15. Januar 1986 19:30 Uhr |                                    |        |                                   | Odense Idrætshal, Odense Zuschauer: 2.800 |

| 15. Januar 1986 | Dänemark B             | 21:20  | Polen                               | Ribe |
| 15. Januar 1986 | meiste Tore: Lundbye 4 | (10:8) | meiste Tore: Wenta, Tłuczyński je 6 | Ribe |
| 15. Januar 1986 |                        |        |                                     | Ribe |

| 15. Januar 1986 | Island                       | 21:26  | DDR                    | Viborg Zuschauer: 1.000 Schiedsrichter: Mortensen, Knudsen |
| 15. Januar 1986 | meiste Tore: Aðalsteinsson 8 | (9:14) | meiste Tore: Wiegert 8 | Viborg Zuschauer: 1.000 Schiedsrichter: Mortensen, Knudsen |
| 15. Januar 1986 | Strafen: 3×                  |        | Strafen: 8×            | Viborg Zuschauer: 1.000 Schiedsrichter: Mortensen, Knudsen |

#### 3. Spieltag
| 16. Januar 1986 19:30 Uhr | Polen | 21:28  | Dänemark A            | Randershallen, Randers Zuschauer: 2.800 |
| 16. Januar 1986 19:30 Uhr |       | (7:14) | meiste Tore: Jensen 6 | Randershallen, Randers Zuschauer: 2.800 |
| 16. Januar 1986 19:30 Uhr |       |        |                       | Randershallen, Randers Zuschauer: 2.800 |

| 16. Januar 1986 | DDR                                 | 24:17  | Dänemark B            | Kolding |
| 16. Januar 1986 | meiste Tore: Bonath, Borchardt je 7 | (11:7) | meiste Tore: Jensen 5 | Kolding |
| 16. Januar 1986 |                                     |        |                       | Kolding |

| 16. Januar 1986 | Sowjetunion          | 27:12  | Island                | Randershallen, Randers |
| 16. Januar 1986 | meiste Tore: Gopin 8 | (12:3) | meiste Tore: Arason 5 | Randershallen, Randers |
| 16. Januar 1986 | Strafen: 5×          |        | Strafen: 2×           | Randershallen, Randers |

#### 4. Spieltag
| 17. Januar 1986 | Dänemark A | 16:17 | Dänemark B | Næstved |
| 17. Januar 1986 | (9:9)      |       |            | Næstved |
| 17. Januar 1986 |            |       |            | Næstved |

| 17. Januar 1986 | Island                   | 20:22   | Polen                | Næstved Schiedsrichter: Elbrønd, Skov |
| 17. Januar 1986 | meiste Tore: Birgisson 5 | (10:12) | meiste Tore: Wenta 7 | Næstved Schiedsrichter: Elbrønd, Skov |
| 17. Januar 1986 | Strafen: 6×              |         | Strafen: 2×          | Næstved Schiedsrichter: Elbrønd, Skov |

| 17. Januar 1986 | Sowjetunion          | 24:24   | DDR                 | Slagelse Zuschauer: 1.100 Schiedsrichter: Mortensen, Knudsen |
| 17. Januar 1986 | meiste Tore: Gagin 9 | (13:13) | meiste Tore: Wahl 7 | Slagelse Zuschauer: 1.100 Schiedsrichter: Mortensen, Knudsen |
| 17. Januar 1986 | Strafen: 9×          |         | Strafen: 8×         | Slagelse Zuschauer: 1.100 Schiedsrichter: Mortensen, Knudsen |

#### 5. Spieltag
| 18. Januar 1986 11:30 Uhr | Dänemark B             | 20:24  | Island                | Frederiksværk |
| 18. Januar 1986 11:30 Uhr | meiste Tore: Lundbye 6 | (5:10) | meiste Tore: Arason 8 | Frederiksværk |
| 18. Januar 1986 11:30 Uhr |                        |        |                       | Frederiksværk |

| 18. Januar 1986 14:30 Uhr | Dänemark A                           | 26:26   | DDR                    | Brøndby Hallen, Brøndby Kommune Zuschauer: 2.000 Schiedsrichter: Bolstad, Anthonsen |
| 18. Januar 1986 14:30 Uhr | meiste Tore: Nielsen, Rasmussen je 5 | (14:11) | meiste Tore: Wiegert 7 | Brøndby Hallen, Brøndby Kommune Zuschauer: 2.000 Schiedsrichter: Bolstad, Anthonsen |
| 18. Januar 1986 14:30 Uhr | Strafen: 5×                          |         | Strafen: 4×            | Brøndby Hallen, Brøndby Kommune Zuschauer: 2.000 Schiedsrichter: Bolstad, Anthonsen |

| 18. Januar 1986 | Polen  | 25:31 | Sowjetunion | Brøndby Hallen, Brøndby Kommune |
| 18. Januar 1986 | (9:13) |       |             | Brøndby Hallen, Brøndby Kommune |
| 18. Januar 1986 |        |       |             | Brøndby Hallen, Brøndby Kommune |

## Aufgebote
| 1. | 2. | 3. A | 4. | 5. B | 6. |
| --- | --- | --- | --- | --- | --- |
| Torwart: Wieland Schmidt (5/–) Peter Hofmann (4/–) Gunar Schimrock (1/–) Feldspieler: Stephan Hauck (5/9) Peter Pysall (4/11) Frank-Michael Wahl (5/26) Holger Winselmann (5/3) Heiko Bonath (3/8) Andreas Köckeritz (4/9) Rüdiger Borchardt (5/18) Klaus-Dieter Schulz (3/1) Mike Fuhrig (2/4) Ingolf Wiegert (4/30) Andreas Nagora (4/3) Dirk Schnell (4/6) | Torwart: Oleksandr Schypenko (5/–) Igor Tschumak (5/–) 0 Feldspieler: Oleg Gagin (4/23) Alexander Rymanow (4/1) Oleksandr Sokil (4/13) Serhij Kuschnirjuk (4/11) Aleksandre Anpilogowi (4/12) Juri Schewzow (5/10) Juri Kidjajew (1/–) Raimondas Valuckas (5/16) Valdemaras Novickis (5/1) Andrei Xepkin (4/4) Sergei Demidow (5/13) Waleri Gopin (5/24) | Torwart: Poul Sørensen (5/–) Karsten Holm (5/–) 0 Feldspieler: Jens Erik Roepstorff (5/14) Kim G. Jacobsen (5/5) Erik Veje Rasmussen (3/9) Keld Nielsen (5/24) Klaus Sletting Jensen (5/18) Morten Stig Christensen (5/7) Claus Munkedal (5/4) Hans Henrik Hattesen (4/7) Jørgen Gluver (2/3) Peter Michael Fenger (5/13) Lars Gjøls-Andersen (4/6) Otto Mertz (3/1) | Torwart: Kristján Sigmundsson (5/–) Brynjar Kvaran (5/–) 0 Feldspieler: Þorgils Mathiesen (4/10) Þorbergur Aðalsteinsson (3/15) Valdimar Grímsson (5/?) Steinar Birgisson (5/10) Jakob Sigurðsson (2/?) Alfreð Gíslason (3/?) Egill Jóhannesson (2/?) Guðmundur Guðmundsson (4/?) Kristján Arason (5/29) Þorbjörn Jensson (5/?) Geir Sveinsson (3/?) Júlíus Jónasson (2/?) | Torwart: Jens Christian Christensen (5/1) John Iversen (5/–) 0 Feldspieler: Steen Mogensen (5/12) Flemming Hansen (5/14) Mikael Kold (5/7) Henrik Jørgensen (1/1) Lars Lundbye (4/12) Niels Möller (4/8) Hans Peter Munk-Andersen (5/9) John Mark Jensen (5/19) Jan Dirksen (4/4) John Mortensen (4/8) Bjarne Simonsen (3/2) | Torwart: Tomasz Marszałek (3/–) Wiesław Goliat (3/–) Eugeniusz Szukalski (4/–) Feldspieler: Piotr Konitz (3/5) Robert Skalski (1/–) Bogdan Wenta (4/18) Zbigniew Plechoć (5/6) Zbigniew Tłuczyński (4/28) Maciej Fiedorow (5/1) Daniel Waszkiewicz (4/18) Henryk Mrowiec (5/2) Leszek Sadowy (5/1) Zbigniew Urbanowicz (5/4) Lesław Dziuba (4/13) Ryszard Antczak (4/15) |
| in Klammern Spiele/Tore | | | | | |
| Paul Tiedemann (Trainer) | Anatolyj Ewtuschenko (Trainer) | Leif Mikkelsen (Trainer) | Bogdan Kowalczyk (Trainer) | | Stefan Wrześniewski (Trainer) |

## Torschützenliste
| Pl. | Name                | Team        | Tore | FT | 7m | Sp. | T/S |
| --- | ------------------- | ----------- | ---- | -- | -- | --- | --- |
| 1   | Ingolf Wiegert      | DDR         | 30   | 30 | 0  | 4   | 7,5 |
| 2   | Kristján Arason     | Island      | 29   | 21 | 08 | 5   | 5,8 |
| 3   | Zbigniew Tłuczyński | Polen       | 28   | 13 | 15 | 4   | 7   |
| 4   | Frank-Michael Wahl  | DDR         | 26   | 17 | 09 | 5   | 5,2 |
| 5   | Waleri Gopin        | Sowjetunion | 24   | 24 | 0  | 5   | 4,8 |
| 5   | Keld Nielsen        | Dänemark    | 24   | 04 | 20 | 5   | 4,8 |
| 7   | Oleg Gagin          | Sowjetunion | 23   | 07 | 16 | 4   | 4,8 |